# Zamarada compacta
Zamarada compacta là một loài bướm đêm trong họ Geometridae.